# Poretschje (Kaliningrad, Bagrationowsk)
Poretschje (Поречье, deutsch Ober Ecker und Unter Ecker) war der gemeinsame Name zweier ehedem eigenständiger ostpreußischer Orte im Kreis Heiligenbeil, deren Ortsstelle heute zum Munizipalkreis Rajon Bagrationowsk (Stadtkreis Preußisch Eylau) in der russischen Oblast Kaliningrad (Gebiet Königsberg (Preußen)) gehört.

## Geographische Lage
Die Ortsstellen von Ober und Unter Ecker bzw. Poretschje liegen am Nordufer des Flüsschens Kornewka (deutsch Stradick), 24 Kilometer nordöstlich der früheren Kreisstadt Heiligenbeil (russisch Mamonowo) sowie 26 Kilometer nordwestlich der heutigen Rajonshauptstadt Bagrationowsk (deutsch Preußisch Eylau).

## Geschichte

### Ober Ecker / Unter Ecker
Die beiden Dörfer Ober Ecker und Unter Ecker lagen unmittelbar nebeneinander und haben eine gemeinsame Geschichte. Handelte es sich bei Ober Ecker um einen Gutsort mit einer Molkerei, so war Unter Ecker ein etwas kleinerer Gutsort. Bis vor 1785 hießen beide Ecker, erst danach erhielten sie eine Zusatzbezeichnung, die dann (auch bei leicht veränderter Schreibweise) bis 1950 bestand.
Als am 11. Juni 1874 der Amtsbezirk Kukehnen (russisch Ladoschskoje) im ostpreußischen Kreis Heiligenbeil errichtet wurde, wurden Ober und Unter Ecker als jeweils eigenständiger Gutsbezirk eingegliedert. Im Jahre 1910 belief sich die Einwohnerzahl von Ober Ecker auf 42, die von Unter Ecker auf 13.
Am 30. September 1928 gaben beide Gutsdörfer ihre Eigenständigkeit auf und schlossen sich mit der Landgemeinde Nemritten (kein russischer Name bekannt) zur neuen Landgemeinde Nemritten zusammen.
Ober und Unter Ecker kamen 1945 in Kriegsfolge mit dem gesamten nördlichen Ostpreußen zur Sowjetunion. 

### Poretschje
Bevor beide Orte 1950 den gemeinsamen russischen Namen „Poretschje“ erhielten, gehörten sie ab 1947 zunächst zum Kornewski selski Sowet (Dorfsowjet Kornewo (Zinten)), dann zum Pogranitschny selski Sowet (Dorfsowjet Pogranitschny (Hermsdorf)). Doch fand eine Neubesiedlung beider Orte so gut wie gar nicht mehr statt, bereits lange vor 1975 galt Poretschje als verlassen, wurde aufgegeben und gilt heute als untergegangen.
Die verwaiste Ortsstelle Poretschjes gehört heute zum Rajon Bagrationowsk (Stadtkreis Preußisch Eylau), einem Munizipalkreis in der Oblast Kaliningrad (Gebiet Königsberg (Preußen)) der Russischen Föderation.

## Religion
Sowohl Ober Ecker als auch Unter Ecker waren bis 1945 in das Kirchspiel der evangelischen Kirche Zinten (russisch Kornewo) in der Kirchenprovinz Ostpreußen der Kirche der Altpreußischen Union eingepfarrt.

## Verkehr
Die Ortsstelle Poretschjes soll noch erkennbar sein. Sie ist von der Nebenstraße 27A-089 Kornewo–Swetloje aus in nördlicher Richtung über die Ortsstellen von Klaussitten und Nemritten zu erreichen.